# Círculo mágico (juegos virtuales)
El Círculo Mágico es aquel lugar ideal o material definido por un juego que toma su lugar en un espacio y tiempo determinado. También se puede definir como aquella envoltura que protege el mundo del juego del mundo real. Eric Zimmerman y Katie Salen hacen referencia del término en su libro Rules of Play: Game Design Fundamentals como "el lugar donde el juego ocurre". Según ellos el término "Círculo Mágico" es adecuado para definir lo que sucede ya que "algo realmente mágico ocurre cuando se inicia un juego". El término fue introducido por Johan Huizinga en Homo ludens: Esencia y significación del juego como fenómeno cultural. 

## Adoptado en lo virtual
Katie Salen y Eric Zimmerman adoptaron el término de Huizinga para el mundo virtual. El término más bien se usaba para describir cuando el espacio de juego tenía un espacio y tiempo definido por el juego.

## Importancia
Es necesario que el juego tenga esta protección del mundo real ya que, cuando los jugadores aceptan voluntariamente las reglas de un juego, ciertas acciones que no consideramos adecuadas dentro del mundo real, como matar o traicionar, que son necesarias para jugar, se vuelven aceptables dentro de esta realidad del juego. 
Es necesario entender que aunque la esfera del círculo mágico protege la seriedad del mundo real del mundo del juego, no aísla estos dos mundos. Un hombre que esté inmerso en la seriedad de un deporte, como el fútbol, se atiene a las reglas de dicho deporte, y aunque esté dentro de la esfera del círculo mágico, también sabe que está jugando.
El círculo mágico se rompe cuando las reglas del mismo juego son transgredidas a propósito por uno o más jugadores.